# Karl-Gustaf Vingqvist
Karl-Gustaf Vingqvist, född 15 oktober 1883 i Tived, död 19 november 1967 i Lund, var en svensk militär och gymnast.
Vingqvist ingick i den svenska gymnastiktruppen vid Olympiska sommarspelen 1908 i London och blev därmed delaktig i truppens kollektiva guldmedalj. Han var vid denna tid underlöjtnant vid Skaraborgs regementes reserv och blev 1912 löjtnant där. Från 1924 var han gymnastiklärare vid läroverket i Östersund och omkring början av 1930-talet var han inspektör över gymnastikundervisningen vid skolorna i Jämtlands södra och norra inspektionsområde. Han var också under många år gymnastikledare inom Sällskapet D.G.